# Lee Joo-sil
Lee Joo-sil ((en hangul, 이주실); Bucheon, Provincia de Gyeonggi, Corea, Imperio del Japón, 8 de marzo de 1944 – Uijeongbu, Provincia de Gyeonggi, Corea del Sur, 2 de febrero de 2025) fue una actriz surcoreana de cine, televisión y teatro. Interpretó a la madre de Hwang Jun-ho en la segunda temporada de la serie de televisión surcoreana de acción, suspense y supervivencia distópica Squid Game.

## Biografía
Lee comenzó su carrera como actriz de teatro en 1965. En la 24th Baeksang Arts Awards, ganó el Baeksang Arts Award en la categoría de Mejor Actriz en Teatro. También se doctoró en Salud Pública por la Wonkwang University en 2010.
Lee fue diagnosticada de cáncer de mama en 1993, pero se recuperó diez años después. Murió de cáncer de estómago en la casa de su familia en Uijeongbu, el 2 de febrero de 2025, a la edad de 80 años, tras habérsele diagnosticado la enfermedad tres meses antes.

## Filmografía
- A Single Spark (1995) - madre de Tae-il
- The Uninvited (2003) - Ms. Song
- Face (2004) - madre de Hyun-min
- Blossom Again (2005) - madre de In-young
- Running Wild (2006) - madre de Do-young
- The City of Violence (2006) - madre de Seok-hwan
- Hot for Teacher (2007) - Monja directora
- Black House (2007) - Vicedirecotra
- Punch Lady (2007) - madre de Ha-eun
- Le Grand Chef (2007) - madre de Han
- Sunny (2008) - suegra
- Antique (2008) - abuela de Jin-hyuk
- Hello, Schoolgirl (2008) - Madre lavandera
- The Sword with No Name (2009) - madre de Ja-yeong
- The Tower (2012) - Mrs. Jung
- Commitment (2013) - Hwang Jeong-sook
- The Chosen: Forbidden Cave (2015) - madre de Dol-soon
- Oh My Ghost (2015) - abuela de Bong-sun
- Tomorrow Victory (2015 - 2016) - Park Bok-soon
- Train to Busan (2016) - madre de Seok-woo
- Chang-ok's Letter (2017) - Chang-ok
- Bad Thief, Good Thief (2017) - Kim Soon-Cheon
- Notebook from My Mother (2018) - Ae Ran
- Sunkist Family (2019) - abuela
- Goo-hae-jwo (2019) - abuela de Sung Ho
- Mystic Pop-up Bar (2020) - Lee Kkeut Sun
- Voice (2021) - abuela de Park Eun Soo
- Hospital Playlist (2021) - Brain tumor patient
- The Witch's Diner (2021) - Lee Bok Nam
- Would You Like a Cup of Coffee? (2021) - Ms. Hwang
- Happiness (2021) - Ji Sung-Sil
- It's Beautiful Now (2022) - Jung Mi-Young
- Divorce Attorney Shin (2023) - Yang Bok-sun
- The Good Bad Mother (2023) - suegra de Jung Gum-ja
- The Uncanny Counter (2020 - 2023) - Jang Choon Ok, abuela de So Moon
- Squid Game (2024) - madre de él lider (001)